# Mount Dalton
Der Mount Dalton ist ein 1175 m hoher Berg an der Oates-Küste des ostantarktischen Viktorialands. Im nordwestlichen Abschnitt der Wilson Hills ragt er 10 km nordwestlich des Thompson Peak an der Ostflanke des Matussewitsch-Gletschers auf.
Der australische Polarforscher Phillip Law skizzierte und fotografierte den Berg am 20. Februar 1959 im Rahmen der Australian National Antarctic Research Expeditions (ANARE) von Bord des Forschungsschiffs Magga Dan. Das Antarctic Names Committee of Australia benannte den Berg am 22. Juli 1959 nach Robert Frederick Martin Dalton (1907–unbekannt), stellvertretender Leiter dieser ANARE-Kampagne.